# Observațiile lui José Bonilla

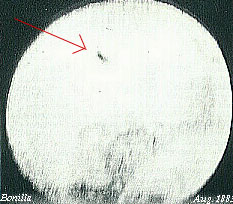
Observaţiile lui José Bonilla, 12 august 1883.

La data de 12 august 1883, astronomul José Bonilla a raportat că el a văzut mai mult de 300 obiecte neidentificate întunecate care treceau prin dreptul Soarelui în timp ce observa activitatea petelor solare la Observatorul Zacatecas din Mexic. El a fost în măsură să facă mai multe fotografii, expunând plăcile umede la 1/100 secunde. Deși ulterior s-a stabilit că obiectele ar fu fost de fapt gâște ce zboară la mare înălțime, Bonilla este catalogat de obicei ca fiind primul autor al unei fotografii cu un obiect zburător neidentificat, unii ufologi interpretează că obiectele sunt nave spațiale extraterestre sau un mister nerezolvat. 